# Pilha de Weston

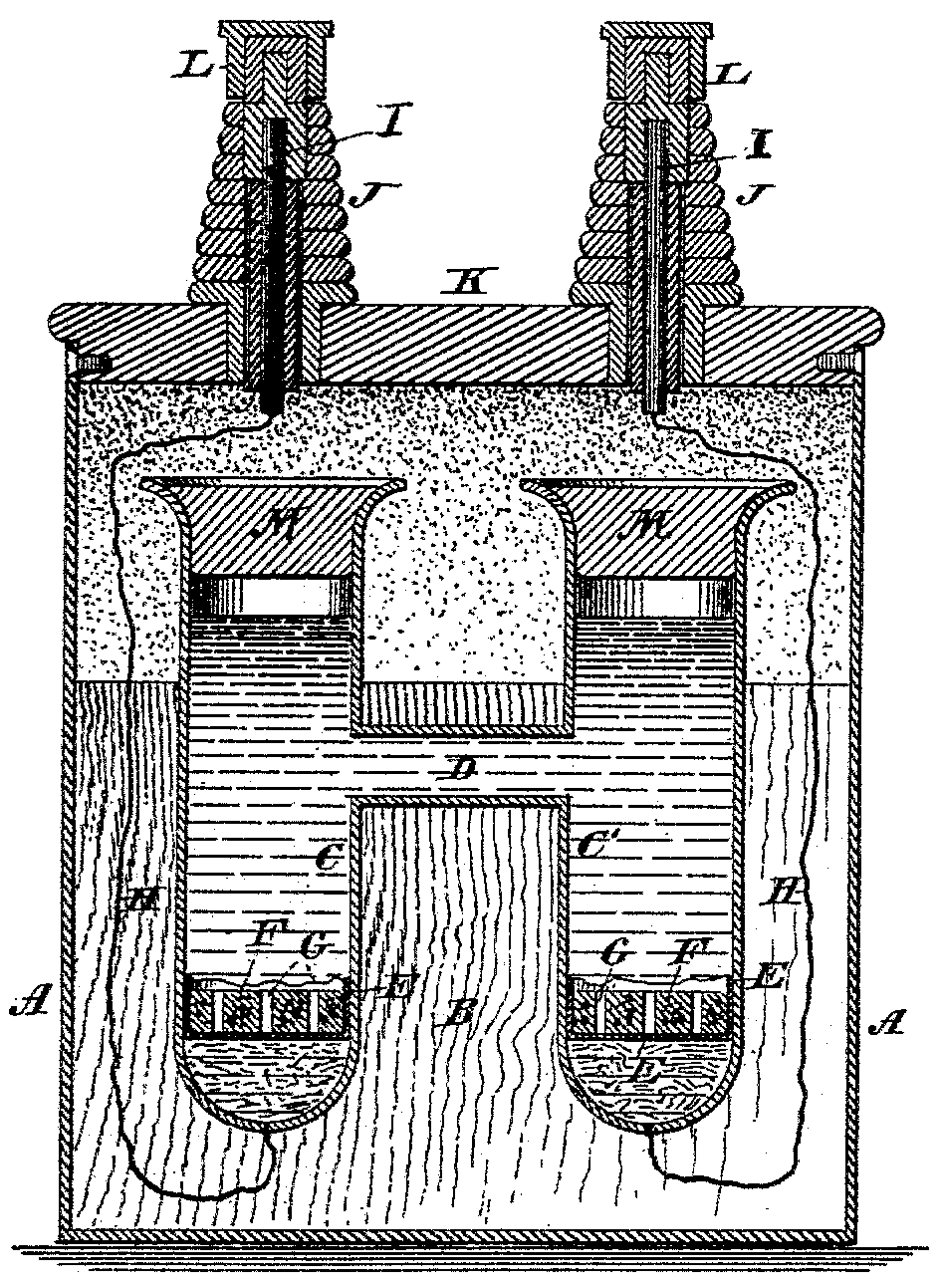
Desenho da patente norte americana número 494827 de Edward Weston que descreve a célula padrão

Pilha de Weston é uma pilha molhada que produz nível de tensão estável. Criado por  Edward Weston, em 1893, foi adotado como padrão internacional para  força eletromotriz entre 1911 e 1990.

## Química
O ânodo é um  amálgama de cádmio com  mercúrio com um cátodo de mercúrio puro sobre a qual um colar de sulfato de mercúrio e mercúrio são colocados. O eletrólito é uma solução saturada de sulfato de cádmio e o despolarizador é uma pasta de sulfato de mercúrio.
Como mostrado na ilustração, a célula está configurada em um recipiente de vidro em forma de H, com a amálgama de cádmio em uma perna e o mercúrio puro na outra. As ligações eléctricas para o cádmio e o amálgama de mercúrio são feitas por fios de platina fundidos através das extremidades inferiores das pernas.

## Características
O projeto original foi uma célula cádmio saturada produzindo um 1,018638 Volts de referência e tinha a vantagem de ter um menor coeficiente de temperatura do que a Pilha de Clark usado anteriormente. 